# 研和街道
研和街道，是中华人民共和国云南省玉溪市红塔区下辖的一个乡镇级行政单位。

## 行政区划
研和街道下辖以下地区：
研和社区、贾井社区、中村社区、可官社区、宋官社区、东山社区、秀溪社区、南厂社区和玉屏社区。